# Hynek Krušina ze Švamberka
Hynek Krušina ze Švamberka († po červnu 1456) byl český šlechtic z rodu pánů ze Švamberka.

## Rodina
Hynek Krušina byl s bratry Bohuslavem a Janem synem Bohuslava V. ze Švamberka. Otec zemřel nejspíše roku 1402 ještě předtím, než jeho děti dosáhly dospělosti. Jejich poručníkem se stal nejprve strýc Jan ze Švamberka, který byl v roce 1409 na přímý pokyn krále Václava IV. potrestán za podíl na přípravě povstání stětím. Jeho úlohu v rodině převzal příbuzný Jan Hanovec ze Švamberka a Půta ze Skály. Roku 1411 nahradil Půtu ze Skály Bohuslav, který dosáhl dospělosti, a o rok později byl dospělý i Hynek Krušina, protože spolu s bratry vykonával patronátní právo na švamberském panství. Oženil se s Markétou z Plavna, se kterou měl jediného syna Bohuslava VII. ze Švamberka, zvaného též Bohuslav Krušina.

## Kariéra
Bratři se zprvu v odvetě za strýcovu popravu bouřili proti králi, ale spor byl roku 1414 urovnán. Podobně jako otec byli nuceni prodávat vzdálenější statky, aby se dostali z finanční tísně. Po vypuknutí husitských válek se Hynek Krušina postavil na katolickou stranu a hrál významnou úlohu v plzeňském landfrýdu, jehož hlavou se stal jeho bratr Bohuslav a Jan z Lestkova. Zikmund Lucemburský roku 1420 členům landfrýdu umožnil, aby si ponechali statky poražených nepřátel.
V lednu 1421 Jan Žižka oblehl rodový hrad Švamberk a Bohuslav, který se na něm bránil, se po krátkém obléhání vzdal. Nějaký čas poté zůstal na hradě ve vězení, ale v červenci byl odvezen na Příběnice, kde se po několikaměsíčním vězení přidal na stranu husitů. Mezitím se Hynek Krušina v listopadu 1421 neúspěšně pokusil dobýt hrad zpět. Druhý velký švamberský hrad Bor byl husity také dobyt, takže prozatím sídlil v Manětíně. Nezdařil se mu ani druhý pokus o dobytí Švamberka v březnu 1422, a proto se rozhodl, že hrad od husitů vykoupí. Král Zikmund mu přispěl částí ze 700 kop grošů a navíc mu vyplatil žold tisíc kop grošů, za které měl na hradě udržovat posádku sta jezdců. Datum vykoupení není známé, ale roku 1424 už na hradě sídlil.
Na katolické straně Hynek Krušina zůstal až do konce husitských válek, takže stál na straně poražených v bitvě u Tachova. V letech 1431 a 1434 podporoval Plzeň obléhanou Prokopem Holým a stal se hejtmanem Plzeňského kraje. Na jihlavském sněmu v roce 1438 se zúčastnil volby Albrechta II. českým králem. V roce 1441 velel vojsku, které dobylo hrad Skálu. Hrad sloužil jako útočiště skupině lupičů, které nechal po dobytí hradu oběsit.
V roce 1443 hrad Švamberk vyhořel a Hynek Krušina se s rodinou přestěhoval na Zelenou Horu, kterou nechal o několik let dříve založit. V té době zastával funkci hejtmana Chebska. Ve sporech se zemským správcem Jiřím z Poděbrad se postavil na stranu strakonické jednoty. Po porážce jejího vojska v bitvě u Rokycan 4. června 1450 zpustošilo poděbradské vojsko právě Hynkovy statky v okolí Zelené hory. Roku 1454 získal od krále Ladislava Pohrobka potvrzení práv na dědictví po bratrech. Poslední písemná zmínka o něm je z 29. června 1456. Někdy po tomto datu zemřel a pravděpodobně byl pohřben v minoritském klášteře ve Stříbře.